# Collado Hermoso (kommunhuvudort)
Collado Hermoso är en kommunhuvudort i Spanien.   Den ligger i provinsen Provincia de Segovia och regionen Kastilien och Leon, i den centrala delen av landet, 70 km norr om huvudstaden Madrid. Collado Hermoso ligger 1 226 meter över havet och antalet invånare är 152.
Terrängen runt Collado Hermoso är kuperad åt sydost, men åt nordväst är den platt. Runt Collado Hermoso är det mycket glesbefolkat, med 7 invånare per kvadratkilometer. Närmaste större samhälle är Segovia, 19,5 km sydväst om Collado Hermoso. Trakten runt Collado Hermoso består i huvudsak av gräsmarker.